# 天府三街駅
天府三街駅（てんふさんがいえき、中文表記: 天府三街站、英文表記: 3rd Tianfu Street Station）は、中華人民共和国四川省成都市武侯区(高新区)天府大道中段にある成都軌道交通1号線の駅。駅番号は0119で、2015年7月25日に開業。建設中の仮駅名は科技園駅（科技园站）であった。同路線の中でも自転車シェアリングが盛んな駅とされている。

## 沿革
- 2013年12月30日　駅舎完成
- 2015年7月25日　1号線南延線（世紀城駅-広都駅間）の開通とともに、駅開業

## 駅構造
- 長さ183.3m、幅46.9mの相対式ホーム2面2線を備える。

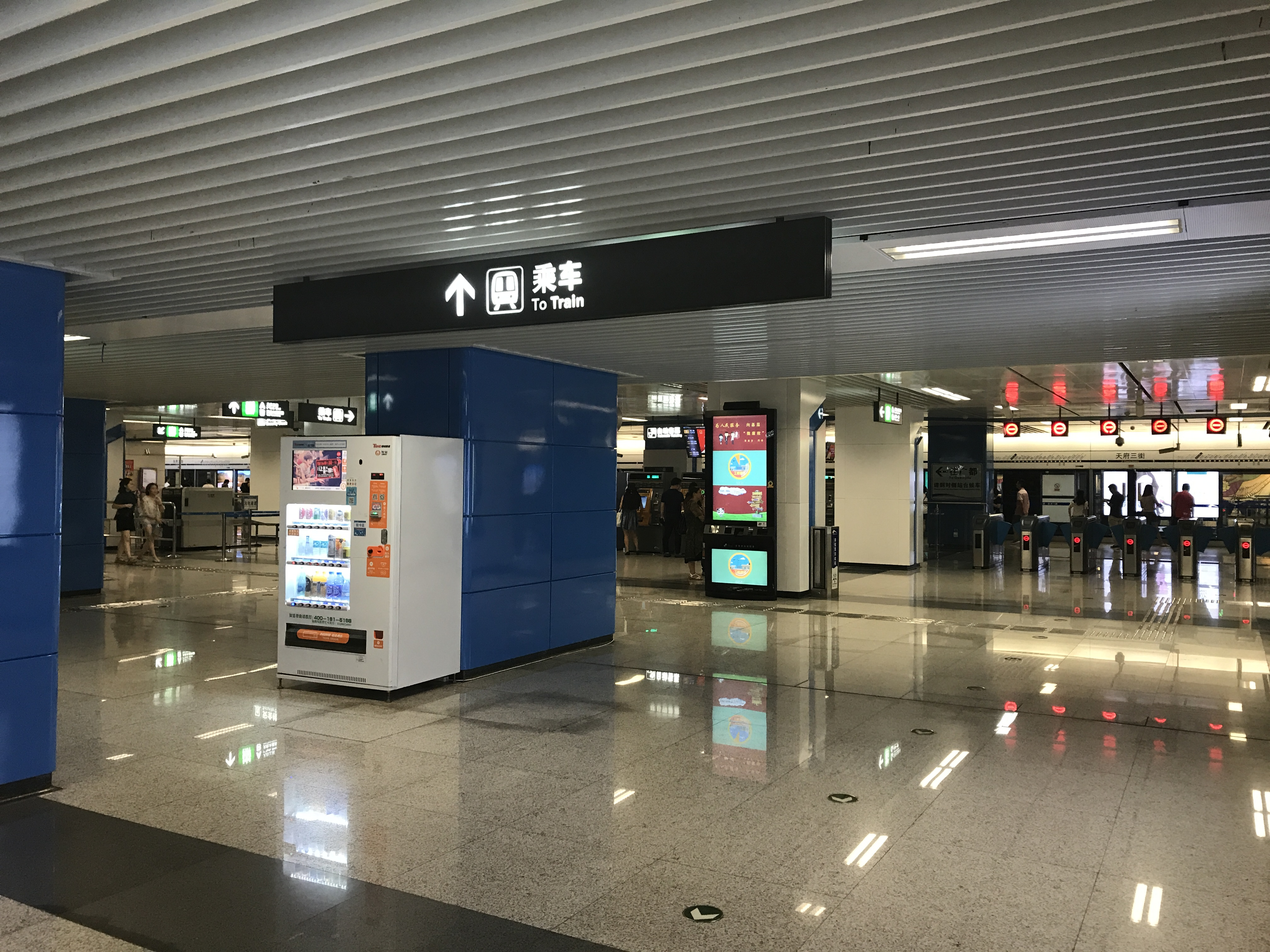
コンコース
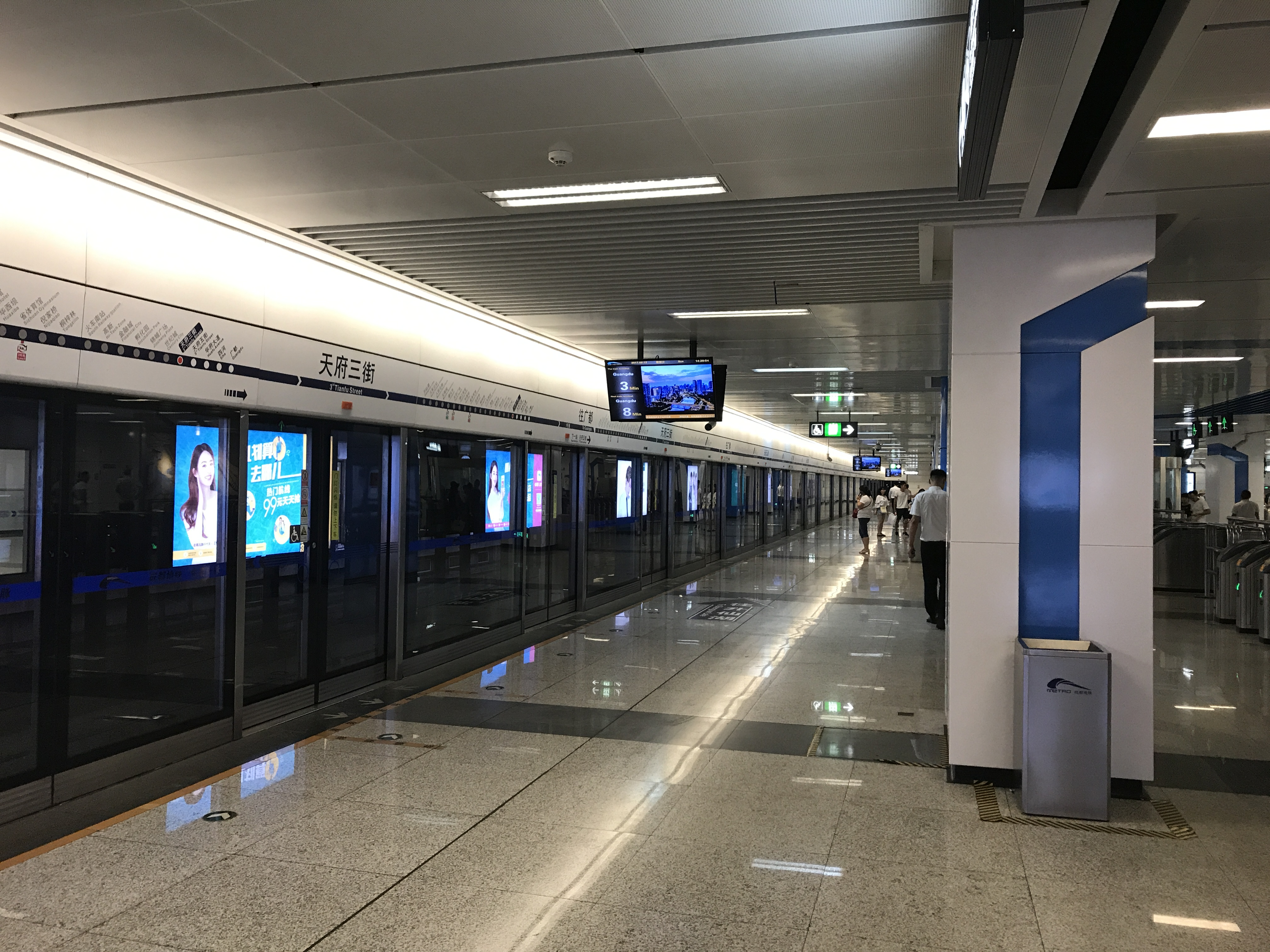
プラットホーム
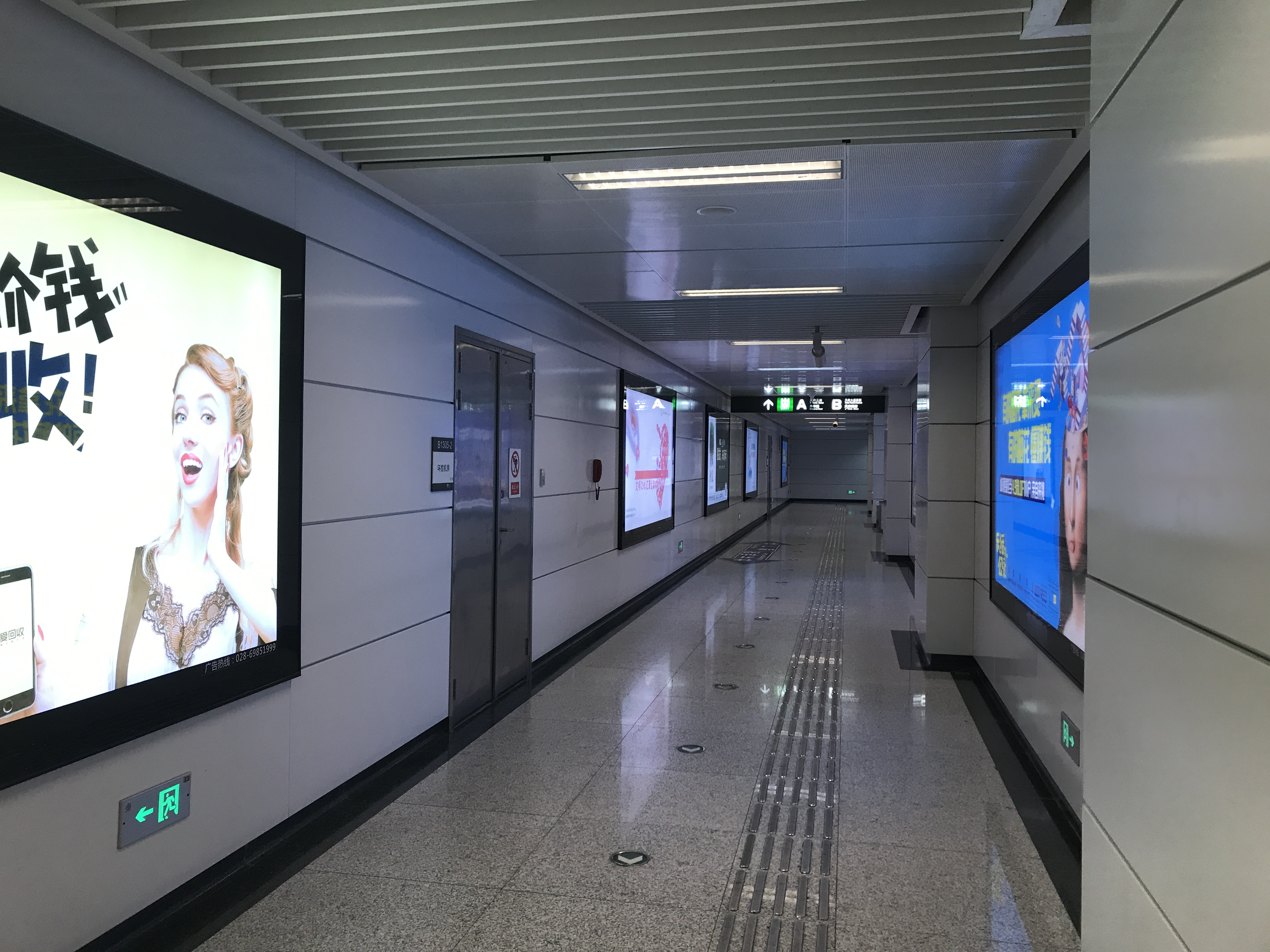
地下通路

| 地上     |                  | 出入口                               |   |
| 地下 1階 | コンコース       | 保安検査、自動券売機、売店           |   |
| 地下 1階 | 右側のドアが開く |                                      |   |
| 地下 1階 | ←                | ■1号線韋家碾方面（世紀城）           |   |
| 地下 1階 |                  | ■1号線科学城/五根松方面 （天府五街） | → |
| 地下 1階 | 右側のドアが開く |                                      |   |
| 地下 1階 | コンコース       | 保安検査、自動券売機、売店           |   |
| 地下 2階 | 通路             |                                      |   |

- コンコース
- プラットホーム
- 地下通路

## パプリックアート
同駅には、「技術は夢を叶え、創造は人生を変える」（科技成就梦想，创意改变生活）をテーマとし、「若さ」「創造性」「ファッション」「活力」「夢」をイメージした装飾が施されている。天井には、プリント基板をモチーフとして、幾何学的な線と局所的な色彩の変化によって、空間的な象徴を表現している。 柱面は、交差して飛び跳ねる配置のデザインを採用し、一部は色を際立たせ、幾何学的な構成のデザインとすることで、意図を表現している。
両コンコースには、「ドリームジャーニー」《梦想之旅》と「ドリームランド」《梦想之境》と題された2組のアートウォールがあり、陶芸加工の壁画と組み合わせて、花、鳥、少年をモチーフとすることで、「若さ」「創造性」「ファッション」「活力」「夢」をイメージしている。

## 出入口

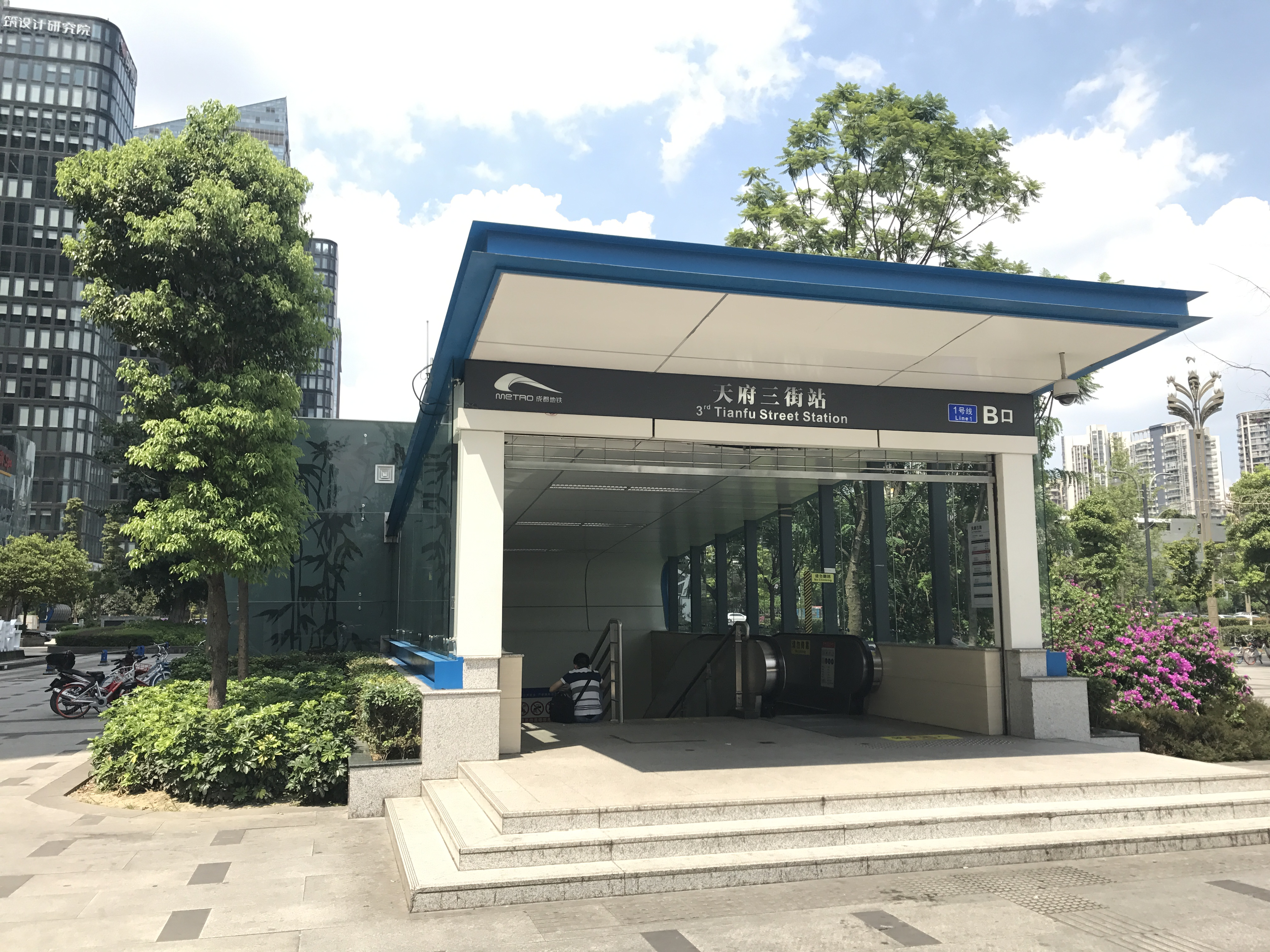
4つの出入口を備える
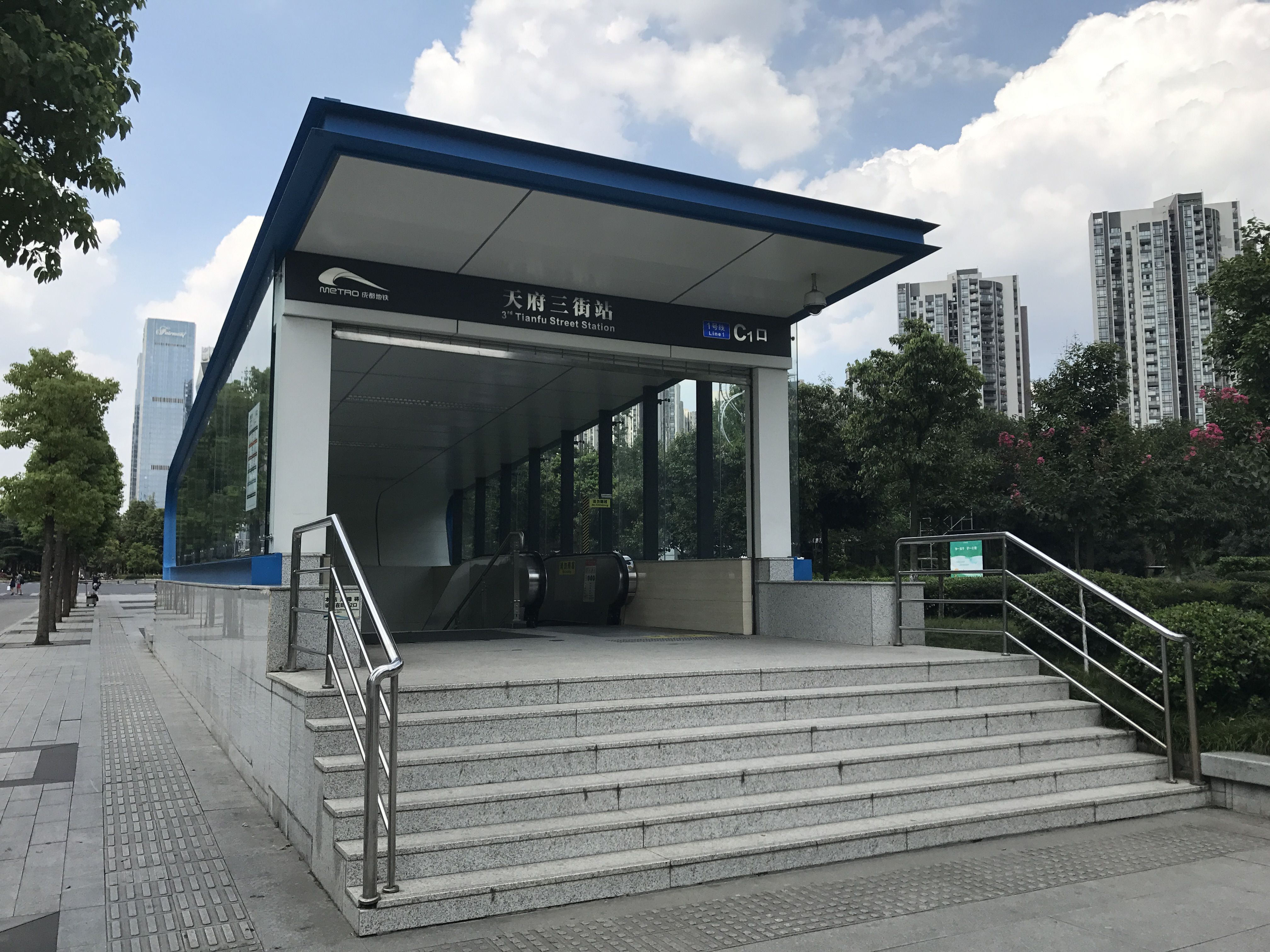
C1出入口

| 番号                                   | 設備 | 場所         | 出口付近                                                         |
| -------------------------------------- | ---- | ------------ | ---------------------------------------------------------------- |
| 出口 · A                               |      | 天府三街     | 新希望国際、大源国際センター、成都ヒルトンホテル、花様年福年広場 |
| 出口 · B                               |      | 天府大道中段 | 花様年香年広場、中興通訊ビル                                     |
| 出口 · C · 1                           |      | 天府大道中段 | 天府軟件園                                                       |
| 出口 · C · 2                           |      | 天華一路     | 天府軟件園、桂龍公園                                             |
| 表注：エレベーター、車椅子対応、トイレ |      |              |                                                                  |

- B 出入口
- C1出入口

## 路線バス
- 131路
- 240A路
- 240B路
- 501路
- 503A路
- 504路
- 506路
- 509路
- 514路
- G32路

## 隣の駅
■1号線
世紀城駅0118 - 天府三街駅0119 - 天府五街駅0120